# Club de Deportes Limache
El Club de Deportes Limache es un club de fútbol de Chile, con sede en la ciudad de Limache, Región de Valparaíso. Fue fundado el 1 de noviembre de 2012 y juega en la Liga de Primera de Chile.
El club es conocido por subir de categorías durante sus primeros 12 años de vida hasta ascender a la Primera División, tras obtener los títulos del Clausura 2013 de Tercera B, la Tercera A 2020, Segunda División Profesional 2023 y quedarse con la Liguilla de Ascenso de la Primera B 2024, lo que condujo a su incorporación a la máxima categoría del fútbol nacional.
El club jugaba como local en el Estadio Gustavo Ocaranza y el Estadio Municipal Ángel Navarrete Candia, ambos de la ciudad de Limache. Con su irrupción en el fútbol profesional utilizó el Estadio Municipal Lucio Fariña Fernández de Quillota y actualmente ejerce su localía en el Estadio Municipal Nicolás Chahuán Nazar de La Calera, con capacidad para 9200 espectadores.

## Historia

### Fundación y paso por la Tercera B
Cuando el Club Deportivo Municipal Limache fue desafiliado en la Tercera División de Chile de 2008, la comunidad limachina buscaba que algún equipo volviera a representar a la ciudad, ahí fue cuando Limachinos SADP se empezó a coordinar de buena manera y gracias a ello, el Club de Deportes Limache fue fundado el 1 de noviembre de 2012.
En 2013 fue aceptado para competir en las competencias de Tercera División B, logrando hacer una excelente campaña, quedando primero, y logrando el mismo año salir campeón y ascender a la Tercera A.

### Tercera División A (2014-2020)
El 26 de abril de 2014, debuta oficialmente en la Tercera División A, enfrentando de local al elenco del Provincial Talagante, en aquel encuentro el resultado global fue de 2-2. Al finalizar el torneo, el elenco tomatero se posicionó en la 8.ª posición, quedando en la medianía de la tabla.
En 2018, quedó en el primer lugar de la Tabla Acumulada, y así clasificar a los Play-Offs en busca de uno de los dos ascensos directos a la Segunda División Profesional. El club quedó en la 3.ª posición de la Liguilla, quedando exiliado del ascenso, y permanecer por una temporada más en la división.
El 25 de abril de 2018, el equipo disputa por primera vez en su historia la Copa Chile, participando en la Primera Fase, enfrentando al elenco de Deportes Copiapó. En el partido de ida, el marcador fue un empate a 2 goles, mientras que en el partido de vuelta, jugado el 2 de mayo en el Estadio Luis Valenzuela Hermosilla de Copiapó,  fue un empate a 1, lo que llevó a los lanzamientos desde el punto penal, el elenco copiapino ganó por 3-0, dejando en carrera al elenco tomatero.
En la temporada 2019, el club vuelve a hacer una buena campaña, clasificando nuevamente a la Liguilla por el Ascenso. Su primer partido de la Liguilla fue visitando al elenco de Trasandino, el equipo sacaría solamente un punto de ese encuentro, tras empatar a 2 goles. Al finalizar la Liguilla en su último partido debía ganarle al histórico Deportes Concepción, en calidad de visitante, para poder ascender, el cual perdió por 3-2, quedó en la 3.ª posición, volviéndose a repetir la historia de la temporada anterior.
En la temporada 2020, termina la Fase Grupal invicto con 16 puntos, para después enfrentar al Real San Joaquín, ganando la llave por un global de 2-0 y lograr el ascenso por primera vez al profesionalismo, tras ganar la llave de la semifinal frente al Provincial Ranco, por un marcador global de 4-2.
El 6 de febrero de 2021, se corona como campeón de la división, tras vencer 5-3 en penales a Rodelindo Román en la final del torneo, disputada en el Estadio Lucio Fariña de Quillota.

### Segunda División Profesional (2021-2023)
En su primer campeonato en el profesionalismo Deportes Limache alcanzó el primer puesto de la tabla por unas fechas, aunque al final del torneo se ubicó en el tercer puesto. Este conjunto contó con los aportes goleadores de Diego Huerta y Gonzalo Abán, y logró ser el equipo de la Segunda División con la menor cantidad de goles encajados.
Después de una temporada 2022, en la que quedó en el noveno lugar de la tabla, Deportes Limache consiguió el campeonato de la división en el año 2023, a cuatro fechas del final. La escuadra dirigida por Víctor Rivero, y con figuras como el goleador Daniel Castro y el arquero Cristian Campestrini, se coronó campeón al vencer por 3-0 a Real San Joaquín en el Estadio Municipal de San Joaquín, con dos tantos de Mauricio Flores y uno de Matías Zamora, lo que lo dejó con una ventaja de 16 puntos sobre Deportes Melipilla, a falta de 12 por jugar. En total, fue el campeón con la mejor campaña histórica de la división, donde registró 18 victorias, 7 empates y 1 derrota.

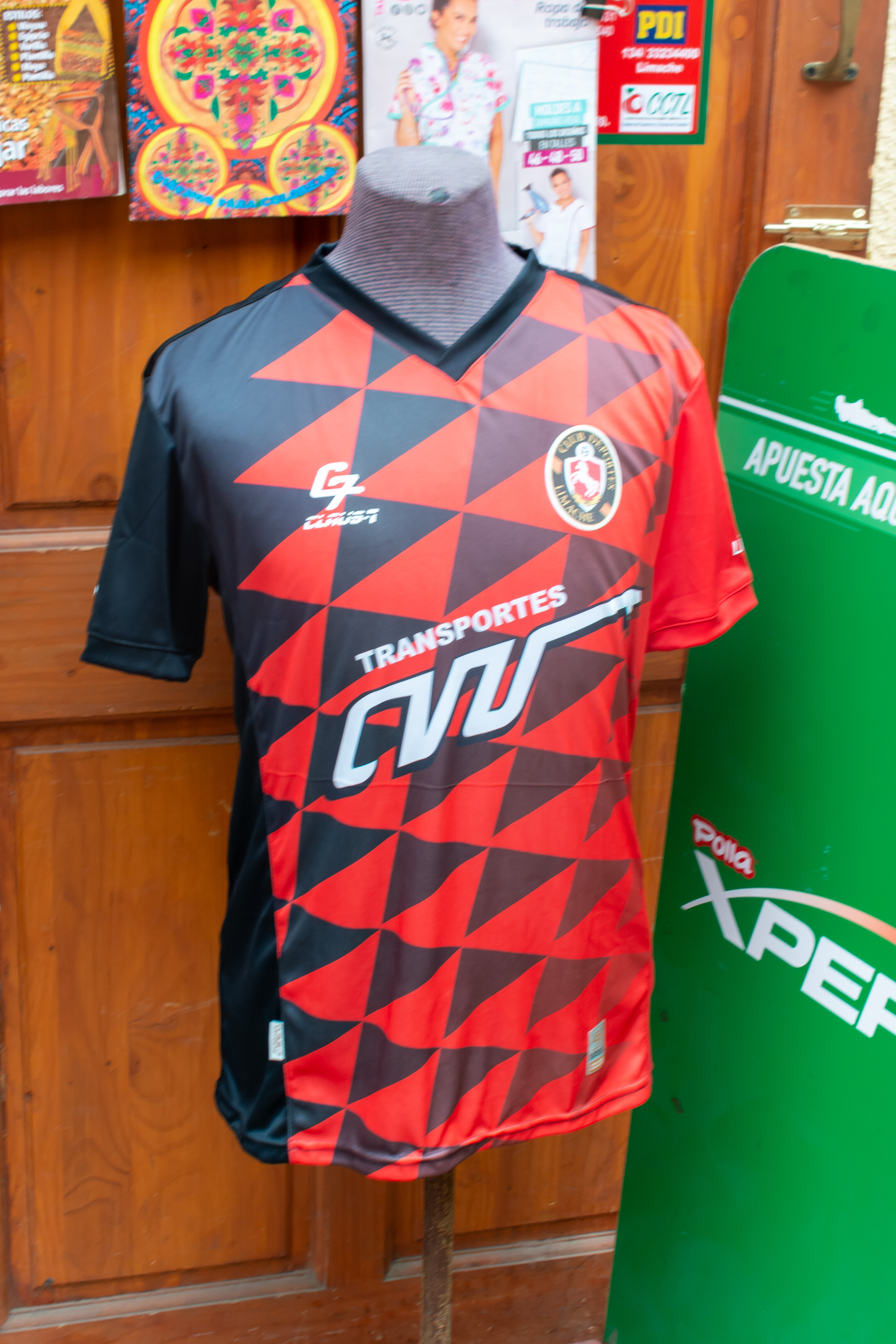
Camiseta de Deportes Limache para la temporada 2023.

A pesar de haber asegurado el ascenso a la Primera B al conseguir el título de la Segunda División, la confirmación de su ingreso a la división de plata quedó en suspenso, luego de que Deportes Melipilla, que ocupó el segundo lugar, presentara una denuncia por supuestos pagos en negro, y de presentación de documentación falsa y adulterada. El 5 de diciembre, el Tribunal de Disciplina de la Asociación Nacional de Fútbol Profesional acogió la excepción de prescripción presentada por la defensa del conjunto tomatero, ratificando el ascenso de Limache.

### Histórico ascenso en su temporada estreno en Primera B
Luego de su histórico ascenso a la división de plata, Deportes Limache comenzó la temporada 2024 con el objetivo de consolidarse en la categoría. Manteniendo al técnico Víctor Rivero, el equipo se reforzó buscando conformar un plantel competitivo para pelear en la parte alta de la tabla.
Durante gran parte del torneo Limache mantuvo un rendimiento regular, lo que le permitió posicionarse en zona de clasificación a los Play-Offs por el ascenso en prácticamente todo el campeonato de la Primera B, incluso estando en 2° lugar un par de fechas. En la fase regular, finalizó en el séptimo lugar de la clasificación con 40 puntos, producto de 11 victorias, 7 empates y 12 derrotas, por lo que clasificó a la Liguilla de Ascenso.
En Cuartos de final enfrentó a Deportes Antofagasta. El partido de ida acabó 2-1 para los limachinos en el Estadio Nicolás Chahuán Nazar, mientras que en la vuelta jugada en el norte, Limache dio el batacazo y ganó 4-0, por lo que pasaron a la Semifinal.En aquella instancia el rival fue el histórico Magallanes, segundo en la tabla de posiciones del torneo. En ambos duelos ante los carabeleros el resultado fue 1-1, razón por la que la llave debió zanjarse en la definición a penales, en donde Limache dio la sorpresa al ganar por 4 a 3, eliminando a los capitalinos en el Estadio Municipal de San Bernardo, logrando avanzar a la gran final de la liguilla en su primer año en la segunda categoría.
En la definición de la fase eliminatoria el rival fue Rangers de Talca, 3° en la tabla, a priori favorito para obtener el ascenso, y que estaba confiado en recuperar su sitial en Primera División tras 10 años en la B. En el duelo de ida, disputado en La Calera, el 3 de diciembre, ante 3.997 espectadores, Limache se impuso por 3-1, con doblete de Daniel Castro y otro gol de Aldrix Jara, dando un primer paso importante para quedarse con la llave.En la vuelta, jugada el 7 de diciembre en el Estadio Fiscal de Talca, ante 13.500 personas, los tomateros parecían no soportar la presión del estadio lleno, y perdían por 3 a 0, por lo que los talquinos estaban cerca de abrochar el ascenso al revertir el marcador global, pero un gol de penal anotado por Felipe Fritz a los 80 minutos mantuvo con vida a los visitantes, ya que al repetirse el 3-1 de la ida, esta vez para los ranguerinos, todo se resolvería en la tanda desde el punto penal, al mantenerse el marcador en el tiempo suplementario. El primer penal de los talquinos fue malogrado por Alfredo Ábalos, lo que permitió que tras los  cuatro penales anotados por los limachinos, Nelson Da Silva le diera el ascenso a la visita, pero desvió su remate, y la definición continuaba. El último penal de Rangers lo pateó Bastián San Juan, pero dado que su remate pegó en el travesaño, Deportes Limache asombró a todos y se quedó con la definición, por 4 a 3, y obtuvo un histórico ascenso a Primera División en su temporada de estreno en Primera B, que desató la fiesta en la ciudad de Limache, que nunca antes había tenido un equipo en la máxima categoría del fútbol nacional.

### Debut en la máxima categoría del fútbol chileno
Deportes Limache se estrenó en la Primera División en 2025, con una base similar al equipo que logró el sorpresivo ascenso el año anterior. Pero antes debió participar en la Copa Chile 2025, jugando las primeras tres fechas previo al inicio del campeonato nacional, en donde su primer partido en la temporada fue ante Colo-Colo en el Estadio Monumental, el día 30 de enero, y a pesar del difícil desafío que conllevaba este duelo, obtuvieron un meritorio empate 2-2 con goles de Nelson Da Silva y Francisco Romero.
El debut en la máxima categoría fue de local, en el Estadio Municipal Nicolás Chahuán Nazar, ante Everton de Viña del Mar, jugado el 16 de febrero, consiguiendo su primer punto en la división al empatar 1 a 1, siendo el gol de Nelson Da Silva a los 92' el primero en Primera A.Posteriormente, el 14 de abril Limache logró su primera victoria en la categoría, venciendo 2-0 a Deportes Iquique en el estadio calerano, con goles de Nelson Da Silva y Daniel Castro, en el duelo válido por la séptima fecha del torneo.Por la fecha 10, los limachinos recibieron a Colo-Colo en el Estadio Municipal Lucio Fariña Fernández de Quillota, derrotando al club más ganador del fútbol nacional por la cuenta mínima, gracias al tanto de "Popín" Castro, siendo su triunfo más resonante de su historia.Tan solo una semana más tarde volvió a enfrentar al "cacique" por la última jornada de la Zona B de la Copa Chile, también en el recinto quillotano, y nuevamente batió a su rival, esta vez con una goleada 4-1 con anotaciones de Castro, César Pinares, Romero y Luis Guerra mediante tiro penal, terminando la primera instancia del certamen como puntero del grupo con 11 unidades, clasificando a los Octavos de final junto a Santiago Wanderers, eliminando al mismo tiempo a los colocolinos de la copa nacional.

## Uniforme
- Uniforme titular: Camiseta roja con detalles negros, pantalón negro y medias negras y rojas.
- Uniforme alternativo: Camiseta blanca con detalles rojos, pantalón blanco y medias blancas y rojas.

### Uniforme titular
| 2013-14 | 2015-16 | 2016 | 2016-17 | 2018 | 2019 | 2020 | 2021 | 2022 |

| 2023 | 2024 |

### Uniforme alternativo
| 2013-14 | 2015-16 | 2016-17 | 2018 | 2019-20 | 2021 | 2022 | 2023 | 2024 |

### Equipamiento
| Período   | Proveedor |
| --------- | --------- |
| 2013-2014 | JCQ       |
| 2015-2016 | Training  |
| 2016-2017 | Penalty   |
| 2017      | JCQ       |
| 2018      | Ocapa     |
| 2019-     | Claus-7   |

| Período   | Auspiciador     |
| --------- | --------------- |
| 2013-2014 | Bosch           |
| 2015-2016 | La Económica    |
| 2016      | Befoods         |
| 2017-2018 | Transportes CVU |
| 2019-2020 | Lada            |
| 2020-2024 | Transportes CVU |
| 2025-     | Pin Up Casino   |

## Estadio
Cuando llegó al profesionalismo en 2021, y debido a la falta de recintos deportivos que cumplieran con los requisitos de seguridad en Limache, tuvo que efectuar de local en el Estadio Municipal Lucio Fariña Fernández de Quillota, y desde 2023 en el Estadio Municipal Nicolás Chahuán Nazar de La Calera.

## Datos del club
- Temporadas en Primera División: 1 (2025-)
- Temporadas en Primera B: 1 (2024)
- Temporadas en Segunda División: 3 (2021-2023)
- Temporadas en Tercera A: 7 (2014-2020)
- Temporadas en Tercera B: 1 (2013)

## Jugadores

### Plantilla 2025
- Por disposición de la Asociación Nacional de Fútbol Profesional (ANFP), los equipos chilenos en la Liga de Primera están limitados a tener en su plantel un máximo de seis futbolistas extranjeros, más un juvenil extranjero inscrito en el fútbol formativo desde el año 2023.
- Por disposición de la ANFP, el número de las camisetas no puede sobrepasar al número de jugadores inscritos.
- Por disposición de la ANFP, el plantel debe utilizar al menos 1890 minutos a juveniles chilenos nacidos a partir del 1 de enero de 2004.

### Altas 2025
| Jugador            | Posición      | Procedencia               | Tipo     |
| ------------------ | ------------- | ------------------------- | -------- |
| Benjamín Morales   | Portero       | Colo-Colo                 | Préstamo |
| Nicolás Peranic    | Portero       | O'Higgins                 | Libre    |
| Augusto Aguirre    | Defensa       | Temperley                 | Préstamo |
| Mateo Guerra       | Defensa       | San Luis                  | Traspaso |
| Alfonso Parot      | Defensa       | Universidad Católica      | Libre    |
| Nicolás Peñailillo | Defensa       | Unión Española            | Libre    |
| Brian Torrealba    | Defensa       | O'Higgins                 | Libre    |
| Yonathan Andía     | Defensa       | Deportes Copiapó          | Libre    |
| Guillermo Pacheco  | Defensa       | Cobresal                  | Libre    |
| Misael Llantén     | Mediocampista | Barnechea                 | Libre    |
| Francisco Romero   | Mediocampista | Estudiantes de Río Cuarto | Libre    |
| Danilo Catalán     | Mediocampista | Magallanes                | Libre    |
| Mario Sandoval     | Mediocampista | Deportes Melipilla        | Libre    |
| César Pinares      | Mediocampista | Universidad Católica      | Libre    |
| Dylan Portilla     | Mediocampista | Colo-Colo                 | Préstamo |
| Benjamín Silva     | Mediocampista | Colo-Colo                 | Préstamo |
| Harol Salgado      | Delantero     | Barnechea                 | Libre    |
| Bairo Riveros      | Delantero     | Unión San Felipe          | Préstamo |
| Luis Guerra        | Delantero     | Deportes Antofagasta      | Libre    |
| Gonzalo Álvarez    | Delantero     | Audax Italiano            | Libre    |
| Josué Ovalle       | Delantero     | Deportes Melipilla        | Libre    |
| Paul Charpentier   | Delantero     | Sportivo Trinidense       | Préstamo |

### Bajas 2025
| Jugador           | Posición      | Destino           | Tipo            |
| ----------------- | ------------- | ----------------- | --------------- |
| Fernando Abarzúa  | Portero       | Provincial Ovalle | Libre           |
| Guillermo Avello  | Defensa       | San Luis          | Fin de contrato |
| Álvaro Césped     | Mediocampista | San Luis          | Fin de contrato |
| Facundo Juárez    | Mediocampista | San Luis          | Fin de contrato |
| Luis Cabrera      | Mediocampista | San Luis          | Fin de contrato |
| Alonso Rodríguez  | Mediocampista | San Luis          | Fin de contrato |
| Nicolás Matamoros | Mediocampista | O'Higgins         | Fin de préstamo |
| Gabriel Pinto     | Mediocampista | O'Higgins         | Fin de préstamo |
| Kevin Mundaca     | Mediocampista | Provincial Ovalle | Libre           |
| Renato Díaz       | Mediocampista | Bandera de ?      | Libre           |
| Felipe Flores     | Delantero     | San Luis          | Fin de contrato |

## Entrenadores

### Cronología
- Mauricio Riffo (2013-2015)
- Leonardo Vinés (2016)
- Ruperto Rivas (2016)
- Carlos Contreras (2016)
- Jorge Guzmán (2017)
- René Gatica (2017)
- Jeremías Viale (2018)
- Erwin Durán (2018)
- Jonathan Orellana (2019)
- Ramón Climent (2019)
- Ítalo Pinochet (2019-2021)
- Mauricio Riffo (2022)
- Marcelo Ramírez (2022)
- Víctor Rivero (2023-)

## Palmarés

### Títulos nacionales
- Segunda División Profesional (1): 2023.
- Tercera División A de Chile (1): 2020.
- Tercera División B de Chile (1): Clausura 2013.